# Парк Героїв (Оселя)

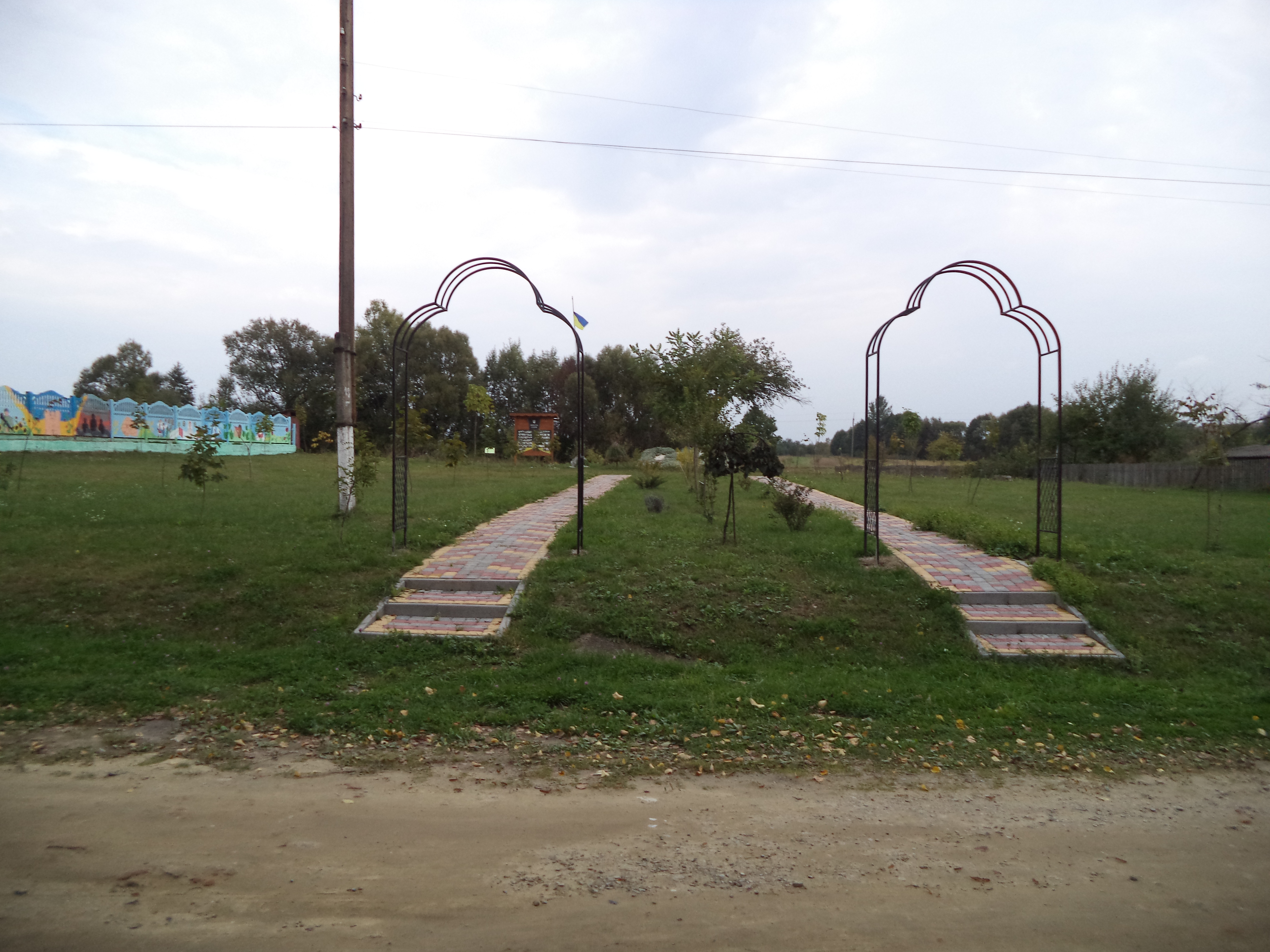
Парк Героїв. Вид спереду

Парк Героїв — парк у селі Оселя, Яворівського району, Львівської області. Розташований в центрі села біля храму, навпроти нової школи.
На початку XX ст. на місці парку функціонувала школа.
Парк закладений 7 листопада 2014 року громадою села Оселя в пам'ять про Небесну Сотню та воїнів Української Армії.
Посвячений парк отцями Михайлом Купцевим та Віктором Живицьким.
Садили парк разом з мешканцями села Оселя родини загиблих на Майдані та полеглих в АТО. Право підняти прапор було надано оселівським учасникам АТО.
Парк засаджено різними видами дерев (липи, клени, ялини, ялівці), які надало ДП «Рава-Руське лісове господарство».
Декоративну алею висаджено за підтримки Представництва DVV International в Україні та громади села, зокрема молоді.
Бетонну огорожу в парку Героїв розфарбовано у рамках проекту ТКЯ «Гостинець» за сприяння Представництва DVV International в Україні.
Художник-ілюстратор Валентина Щадило.

## Галерея

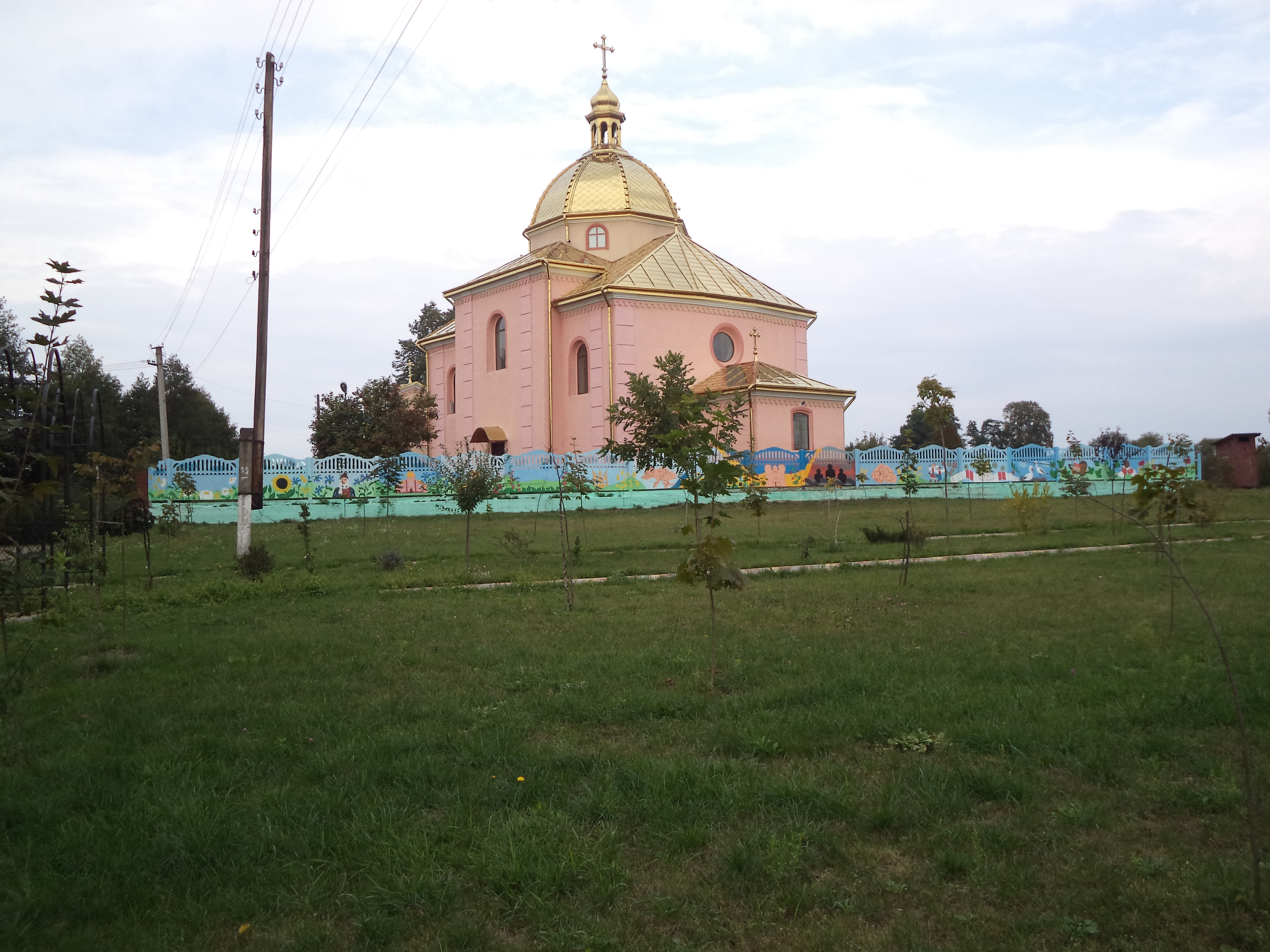
Парк, огорожа і храм Різдва Пресвятої Богородиці
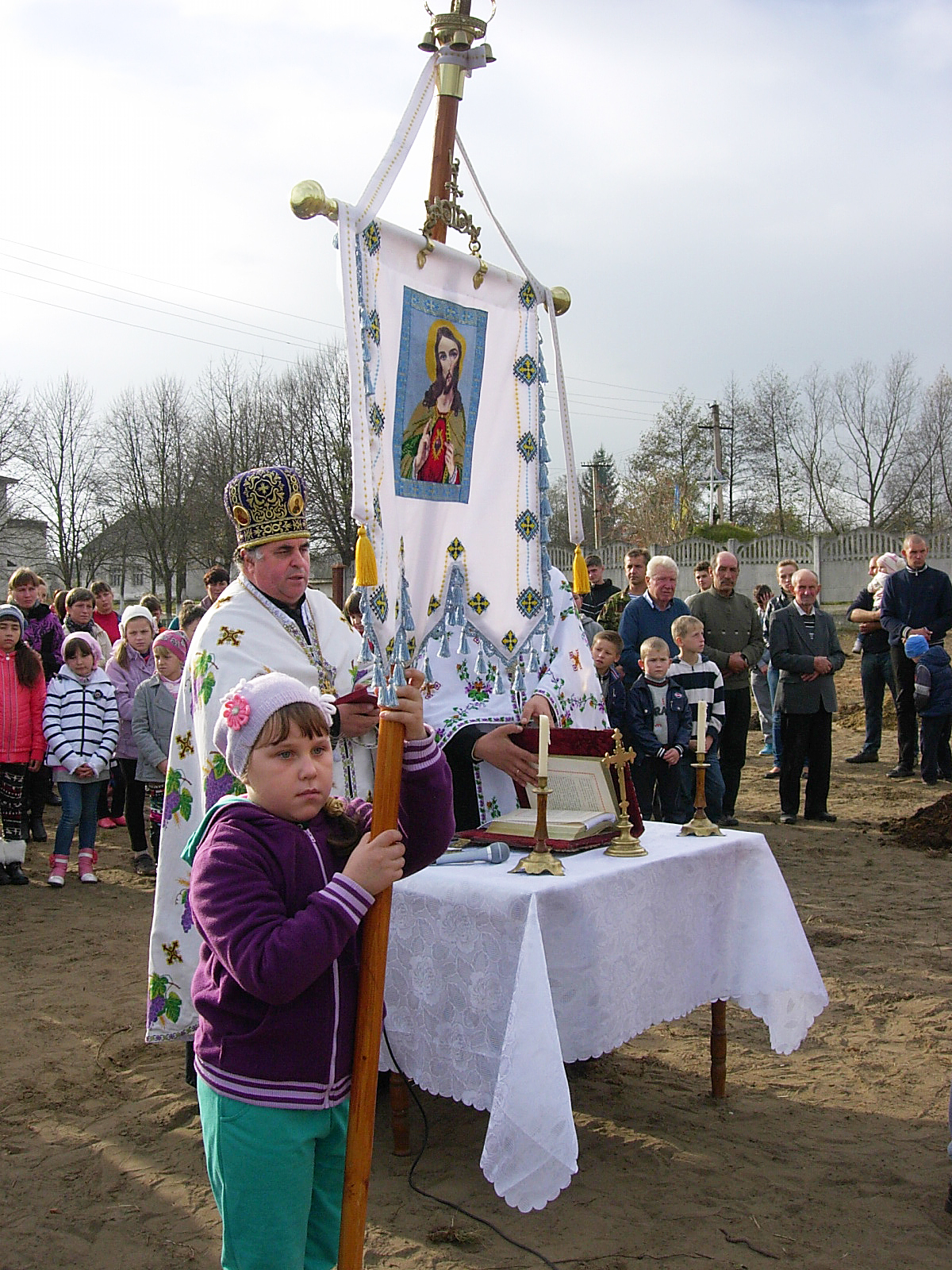
Освячення Парку Героїв
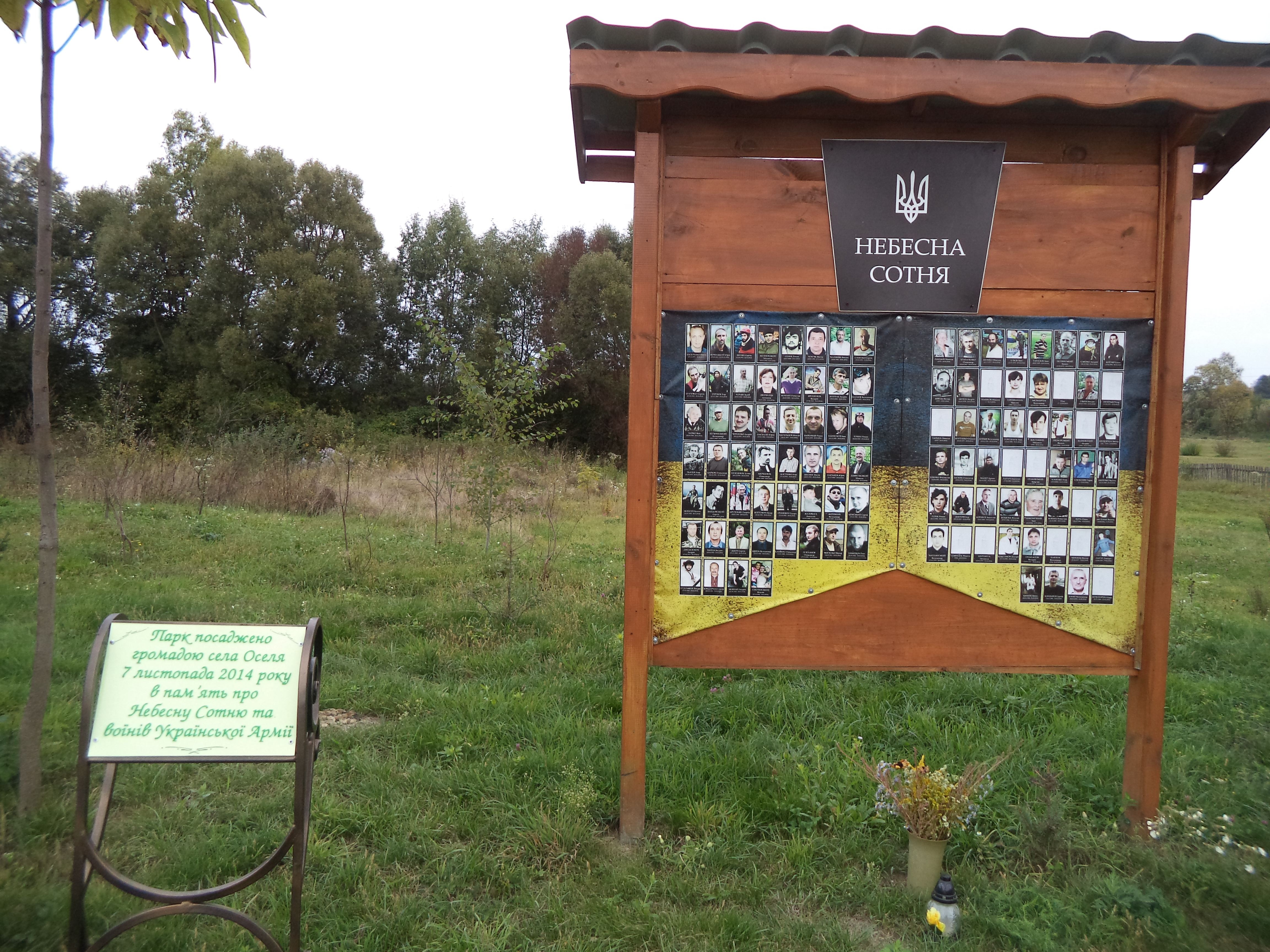
Пам'ятна дошка у Парку
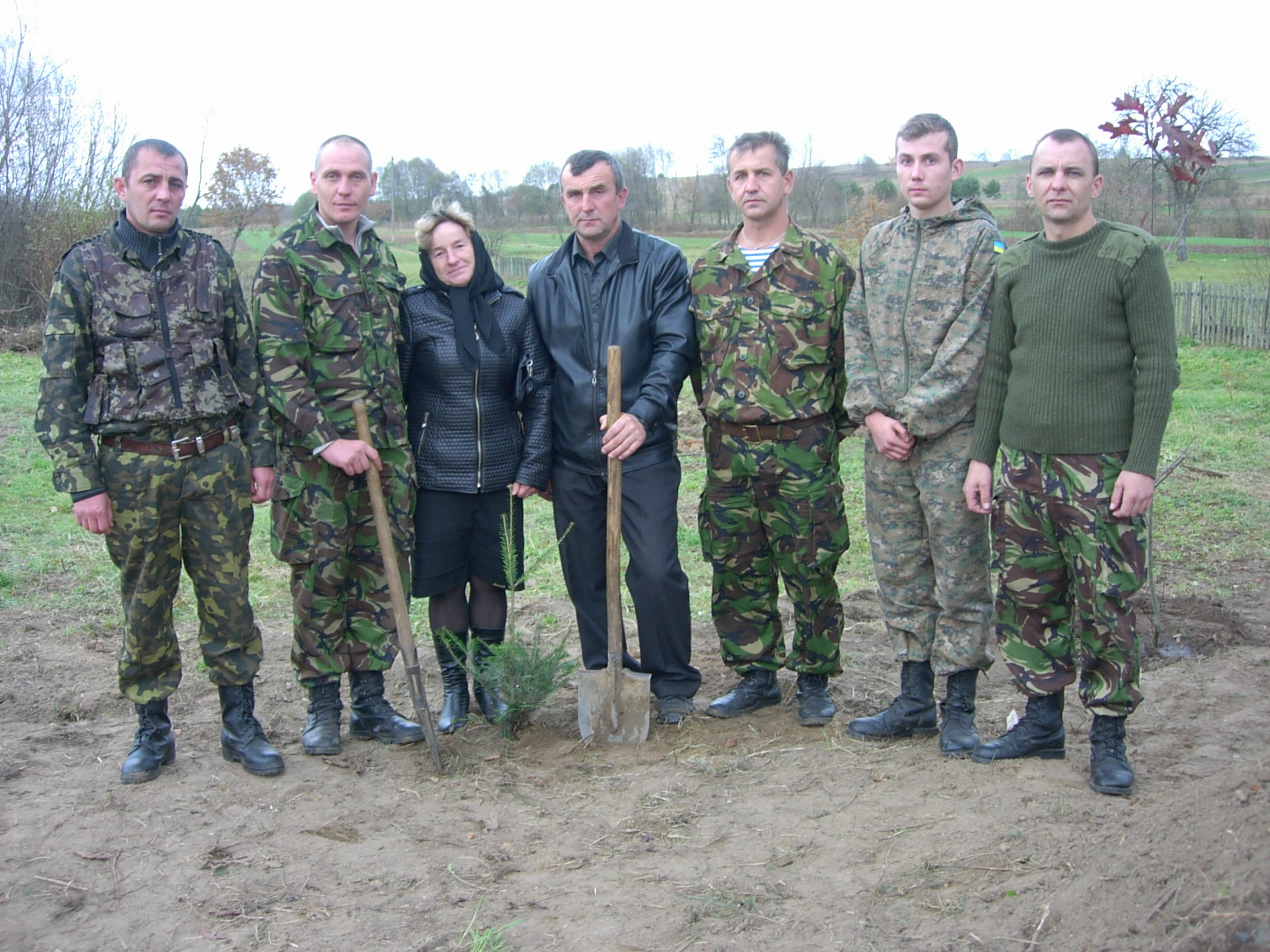
Учасники АТО та родини загиблих Героїв Небесної сотні
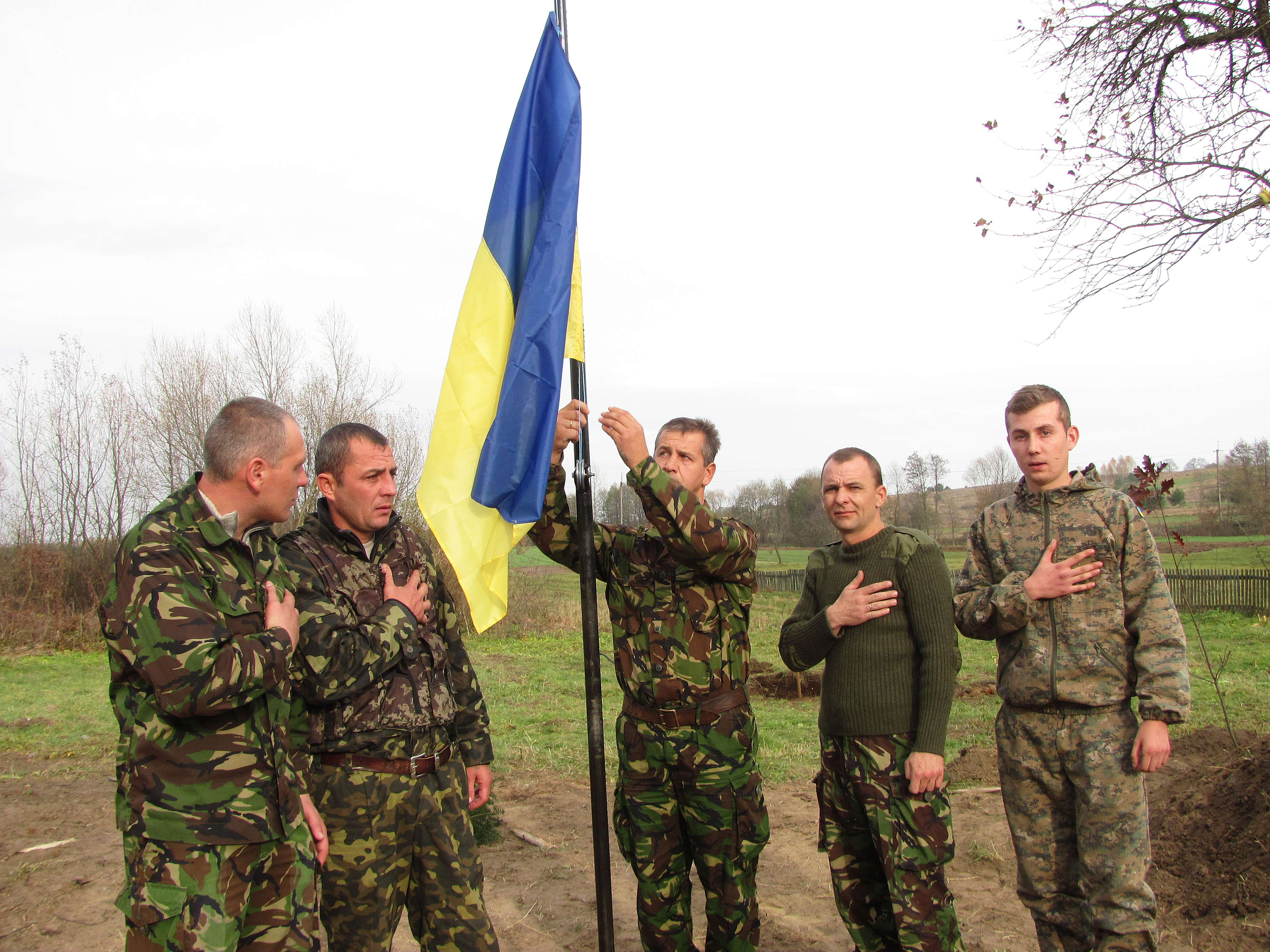
Учасник АТО піднімає прапор України
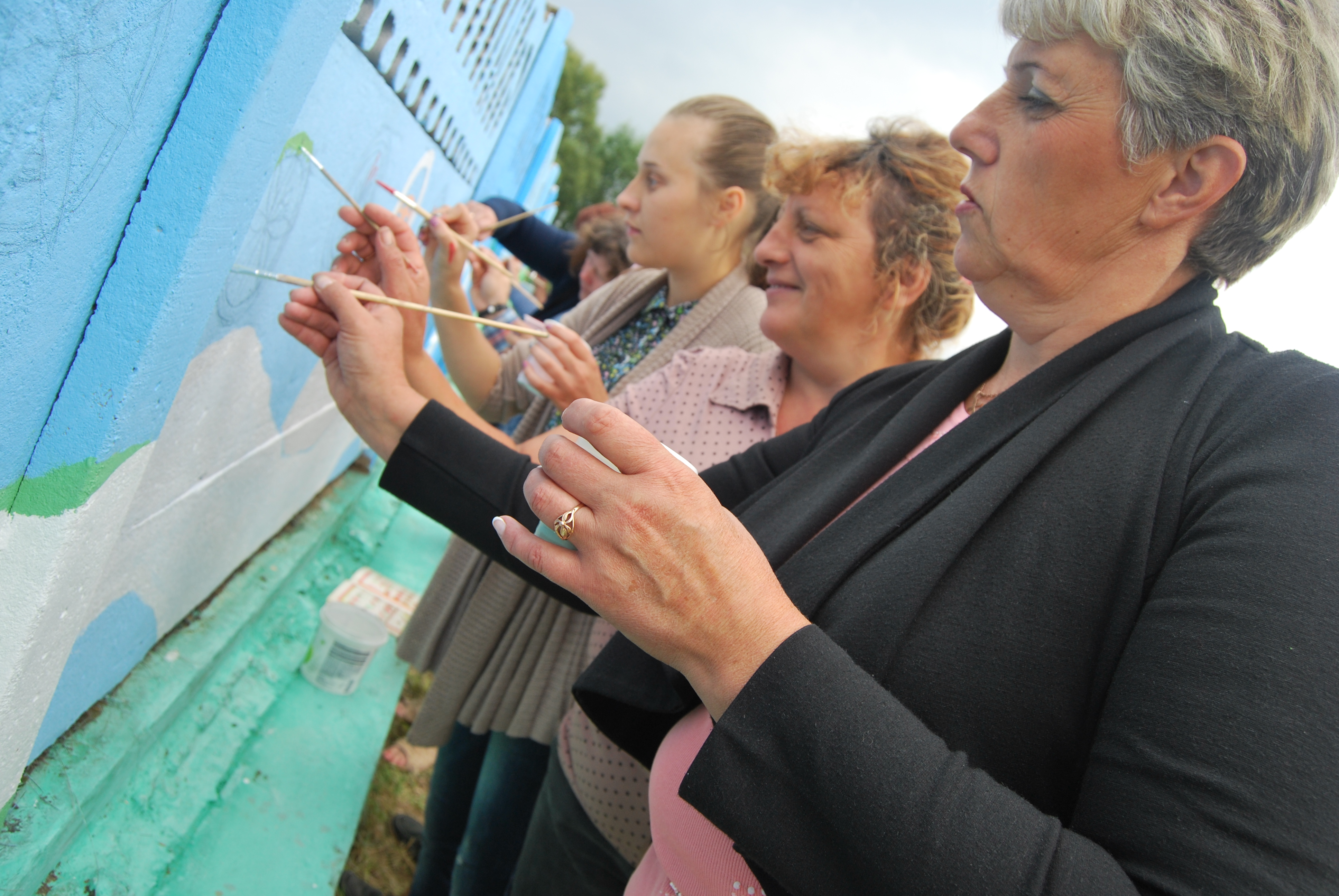
Оселівчани розмальовують огорожу
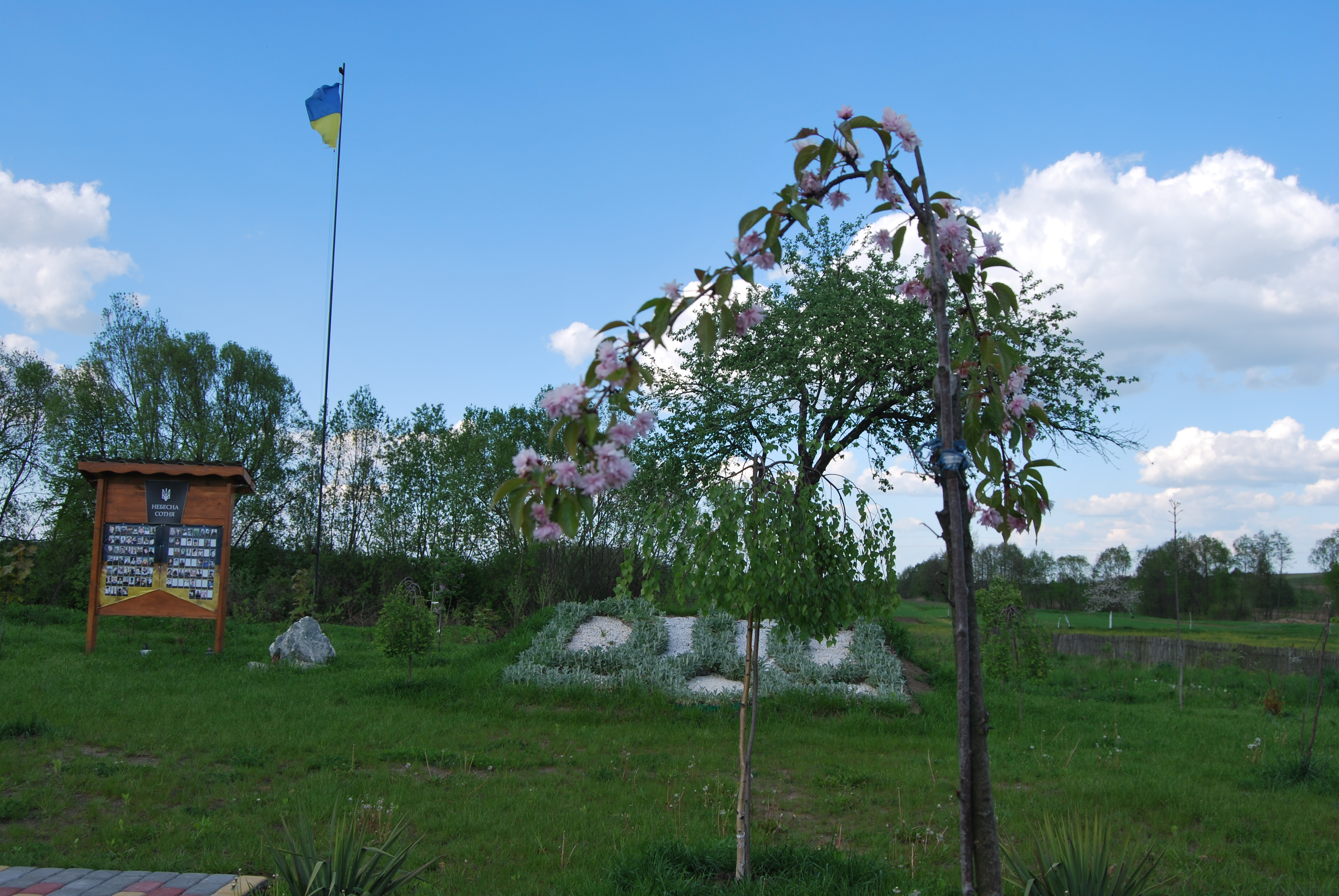
Магнолія в Парку Героїв